# Bakugan
Luptătorii Bakugan (în japoneză 爆丸バトルブローラーズ Bakugan Batoru Burōrāzu), sau simplu Bakugan este un serial anime de televiziune japonez-canadian produs de TMS Entertainment, Nelvana și Spin Master sub regia lui Mitsuo Hashimoto. Povestea se concentrează pe viețile creaturilor numite Bakugani și jucătorii care-i posedă.
Alcătuită din 51 de episoade, Bakugan a debutat în Japonia pe TV Tokyo în 2007. Nelvana Limited a produs versiunea în limba engleză și a avut premiera pe postul canadian Teletoon mai târziu în același an, dar cu 52 de episoade. În 24 februarie 2008 a avut premiera pe Cartoon Network în Statele Unite, urmând ca apoi să apară și în România pe Cartoon Network în data de 2 februarie 2009. În conjuncție cu serialele anime, Sega Toys și Spin Master, Bakugan a fost lansat ca un joc strategic, folosind cărți metalice și figurine în miniatură, sub forme de bile, hexagoane, piramidă, prismă, cilindru, minge de fotbal etc.
O serie manga exclusiv Japoneză, Baku Tech! Bakugan, a avut loc din 15 august 2010 până în 15 ianuarie 2014. Aceasta a primit o adaptare anime difuzată la TV Tokyo de pe 7 aprilie 2012 până pe 30 martie 2013, urmată de un al doilea sezon numit Baku Tech! Bakugan Gachi, care a avut loc între 6 aprilie 2013 și 28 decembrie 2013.
În 2015, Spin Master a dezvăluit planuri de relansare a francizei Bakugan. Relansarea a fost anunțată ulterior pe 30 noiembrie 2017, urmând să aibă loc în primul trimestru al anului 2019, cu titlul seriei anunțat ca Bakugan: Battle Planet. Noul serial a avut premiera pe Cartoon Network din Statele Unite pe 23 decembrie 2018, în timp ce premiera pe Teletoon în Canada a avut loc pe 31 decembrie 2018.
Pe 16 iunie 2023, pe YouTube a fost lansat un trailer pentru un alt reboot al Bakugan. Reboot-ul a fost lansat pe Netflix pe 1 septembrie 2023 și a avut premiera pe Disney XD pe 23 septembrie 2023. Primele două episoade au avut avanpremiera pe Roblox pe 4 august 2023.

## Rezumat
Luptatorii Bakugan
Viața lui Dan Kuso s-a schimbat într-o zi când cărți întâmplătoare au căzut din cer; el și prietenii săi au folosit cărțile pentru a crea un nou joc. Împreună cu prietenii săi Runo, Marucho, Julie, Shun, și Alice, formează grupul Bakugan Battle Brawlers și membrii sunt trași accidental în luptă pentru soarta Vestroiei (dimensiunea Bakuganilor) împotriva lui Masquerade, Hal-G și a Bakuganului Naga.
Bakugan este povestea unei dimensiuni numite Vestroia care-și pierde echilibrul natural și care se îmbină cu lumea umană. Creaturile din acest loc sunt numite Bakugani. Unul din Bakuganii malefici, numit Naga, a fost tentat și a încercat să fure Nucleul Tăcerii. Naga a fost însoțit și de către un om pe nume Michael (bunicul lui Alice). Astfel Dan și prietenii lui au decis să readucă echilibrul distrugându-l pe Naga, pentru că are Nucleul Tăcerii și caută Nucleul Infinitului.
Pe tot parcursul serialului mai multe despre Vestroia și Bakugan sunt dezvăluite. La sfârșit Naga și Hal-G lansează un atac din răsputeri asupra orașului luptărilor Bakugan Battle Brawlers ca s-o găsească și s-o localizeze pe Wavern, Bakuganul care are în posesie Nucleul Infinitului. În final Drago o însoțește pe Wevern pentru a se asigura că Nucleul Infinitului nu cade în mâinile lui Naga. Drago apoi absoarbe Nucleul Infinitului și devine ultimul Bakugan cu fără nicio limită de atribuții.

## Media

### Anime
52 de episoade dintr-o serie au fost produse de TMS Entertemainment și Japan Vistec sub supravegherea lui Mitsuo Hashimoto în 2007. Bakugan și-a făcut debutul în Japonia, pe postul TV Tokyo pe data de 5 aprilie 2007, iar șase zile mai târziu pe postul BS Japan. Nelvana Limited a produs versiunea în limba engleză, iar premiera pe postul canadian Teletoon a avut loc în iulie 2007, iar pe Cartoon Network, în Statele Unite pe data de 24 februarie 2008. Premiera în România a avut loc în 4 februarie 2009 pe Cartoon Network. Patru piese muzicale au fost folosite în această serie: două pentru deschidere create de Psychic Lover, iar două pentru finalul episoadelor. La primele 26 de episoade deschiderea s-a făcut pe baza cântecului "Number One Battle Brawlers", iar sfârșitul pe baza cântecului "Air drive", creat de Elephant Girl. Ultimele 26 de episoade au începeau pe baza cântecului "Bucchigiri Infinite Generation" și se încheiau cu cântecul "Hello de Zan Bon".

### Noua Vestroia
În martie 2009, TMS și Nelvana au anunțat un nou sezon Bakugan care cuprinde 54 de episoade. Bakugan: Noua Vestroia, noua serie unde Dan, Shun și Marucho se luptă în Noua Vestroia, împreună cu trei noi luptători: Mira, Ace și Baron împotriva organizației malefice denumite Vexos. Seria a început să se difuzeze mai întâi pe Teletoon în Canada pe data de 12 aprilie 2009, iar mai apoi pe Cartoon Network în Statele Unite pe data de 9 mai 2009. În România, Bakugan Noua Vestroia a avut premiera pe Cartoon Network România la data de 15 martie 2010.
Eroii cunoscuți din prima serie, Dan, Shun și Marucho au acum o echipă și mai puternică, fiindcă s-au aliat cu trei noi luptători numiți Mira, Ace și Baron. Asta doar pentru că aveau nevoie de forțe proaspete în luptă cu noii răufăcători apăruți în Vestroia. Lumi fantastice, reguli de luptă, strategie și creaturi supranaturale? Toate sunt prezente în această nouă serie.

### Invadatorii Gundalieni
A fost anunțat pe Bakugan.com, comunitatea oficială, și prin alte suporturi, Spin Master a anunțat un al treilea sezon, numit Bakugan: Invadatorii Gundalieni. A avut premiera în Canada în 23 mai 2010 și a fost difuzat în Statele Unite în 29 mai 2010. Versiunea japoneză a avut premiera în 3 aprilie 2011 și s-a încheiat în 22 ianuarie 2012, înainte să fie înlocuit de versiunea japoneză a lui Zoobles! în locul său inițial. Noul serial intră în jocul online Bakugan Dimensions prin folosirea codurilor speciale DNA evidențiate de căldură în noua serie de invadatori Gundalieni Bakugan. Premiera în România a fost în 25 martie 2011 pe Cartoon Network.
Primul cântec de începere "Ready Go!" este făcut de Sissy, în timp ce al doilea, "Mega・Meta", este făcut de Yu Kobayashi, care-l joacă pe Dan. Primul cântec de încheiere, "Love the Music", este făcut de LISP, în timp ce al doilea, "Tan-Kyu-Shin", este făcut de KREVA, iar al treilea este "Love Go! Courage Go!", care a fost performat de TAKUYA.
Acest sezon îi urmarește pe Dan, Marucho și Shun în încercarea lor de-a-i ține la distanță pe invadatorii care vor sa cucerească Universul. 
Dan, Marucho si familiile lor s-au mutat într-un orășel în sudul coastei de vest a Statelor Unite. Fundația lui Marucho continuă să aibă grijă de spațiul din realitatea virtuala în care copiii se pot înfrunta în siguranță. În Statele Unite, Marucho își dezvoltă proiectul împreuna cu un nou partener, Ren, despre care nu știe însă ceva important: este extraterestru dintr-o lume numită Gundalia. Ren se împrietenește cu Marucho și cu luptătorii și îi înșală pentru a-și atinge scopurile. 
Gundalia e în război cu o altă planetă numita Neathia. Ambele planete sunt locuite de grupări extraterestre și "Bakugani pierduți", care au ajuns acolo după catastrofa care a împarțit Vestroia in șase lumi, Bakugani care știu că-și pot modifica propriile coduri ADN. Ren îi convinge pe Marucho, Shun, Dan și pe noul prieten al acestuia, Jake, de faptul că Neathia atacă Gundalia, astfel că Bakuganii sunt nevoiți să intre în război. 
Adevărul este însa că gundalienii, conduși de Împăratul Barodius, sunt adevarații agresori in acest caz. Barodius și-a dat seama de puterea pe care Bakuganii și luptatorii o au pe Pământ, iar acum vrea să exploateze această putere pentru a stăpâni Neathia, Vestalia, Pământul si Universul! El este cel care l-a trimis pe Ren să se infiltreze în Interspațiul Bakugan, cu misiunea de a-i captura pe luptătorii de elită și de a-i aduce pe Gundalia. 
Dar asta nu e tot... Prințesa Fabia, cea care a trimis acel semnal cu informații codificate interceptat de Marucho, vine pe Pământ din Neathia. Misiunea ei: să ceară ajutorul luptătorilor Bakugan pentru a opri asediul gundalienilor asupra Neathiei. Luptătorii n-o cred de la început, iar războiul continuă cu lupte pline de răsturnări de situație.

### Intensificarea Mechtaniumului
În septembrie 2010, Nelvana Entertainment a anunțat un al patrulea și ultim sezon al seriei Bakugan cu titlul Bakugan: Intensificarea Mechtaniumului, care s-a difuzat în 13 februarie 2011 în Canada și în Statele Unite în 5 martie 2011. Inițial a fost propus pentru 26 de episoade dar a fost mai târziu extins la 46. Din 18 februarie 2012, nu s-a anunțat deloc dacă se va difuza vreodată în Japonia. Deși, târziu în 2012, Taiwan și Hong Kong au difuzat o versiune bazată pe cea originală, deși au folosit o versiune diferită a muzicii de început și de sfârșit Bakugan: Noua Vestroia.
Dan și luptătorii Bakugan se alătură acum altor personaje din Bakugan Mechtanium Surge. Dan și echipa lui se luptă acum pentru a pune stăpânire pe puterea incredibilă a lui Drago, până nu e prea târziu.

### Baku Tech! Bakugan
În septembrie 2010, revista japoneză de antologie pentru copii CoroCoro Comic a început să publice o serie de manga cu Bakugan creată de Shingo Maki intitulată Baku Tech! Bakugan Serialul prezintă o serie nouă de personaje care nu au legătură cu cele din seria anime. În august 2011, au fost colectate trei volume. Adaptarea anime a Baku Tech! Bakugan a fost animată de Shogakukan Music & Digital Entertainment și a început să fie difuzată la TV Tokyo de pe 7 aprilie 2012 până pe 30 martie 2013, ca un segment al emisiunii Oha Coro.
A fost urmată de o continuare numită Baku Tech! Bakugan Gachi, difuzată din 6 aprilie 2013 până în 28 decembrie 2013.

### Baku Tech! Bakugan Gachi
Este continuarea Baku Tech! Bakugan care a fost difuzat de pe 6 aprilie 2013 până pe 28 decembrie 2013, la TV Tokyo.

### Bakugan: Battle Planet
La sfârșitul anului 2018, o serie reboot a brandului a fost lansată în America de Nord.

### Filmul
După cum spune o pagină pe site-ul canadian, în 11 decembrie 2008, Spin Master și Universal Pictures au creat un film real bazat pe strategia jocului. Acest film a fost publicat doar în Canada.

### Jocul
Un joc de strategie Bakugan a fost creat de Sega Toys și Spin Masters, bazat pe seria anime. Jocul folosește cărți de metal și figurine în miniatură, care reprezintă Bakuganii. Obiectivul jocului este de a captura 3 cărți de poartă. Câștigătorul jocului este decis de Puterea G a Bakuganului, a Capcanei Bakugan și de bonusurile de pe cardurile de metal și cele de abilități. Jocul poate fi jucat de la 2 la 4 jucători. Jocul cel mare se joacă cu 6 Bakugani, 2 Capcane Bakugan, 6 cărți de poartă și 6 cărți de abilități. 

#### Bakuganii folosiți în jocul real
Seria 1
- Reaper este dotat cu furie care crește adânc în interiorul lui, planurile metodice a lui Reaper sunt de a se răzbuna pe dușmanii săi. În luptă folosește secera lui indestructibilă. Seamănă cu un schelet. Are aripi lungi pentru manevrabilitate rapidă și coarne ascuțite pe capul său. Acesta este unul dintre primii Bakugani ai lui Masquerade.

- Robotallion își servește și își protejează aliații. Seamănă cu un robot mare, cu metal pe corp pentru a se proteja de inamici, gheare feroce și lamele situate în corpul său. Robotallion pune mare lucru pe dreptate și protecție și nu lasă nimic să stea în calea acestor responsabilități.

- Fear Reaper-este monstrul groazei cu niste gheare mari.

- Dragonoid
- Saurus
- Serpenoid
- Falconeer
- Juggernoid
- Laserman
- Centipoid
- Griffon
- Stinglash
- Hydranoid -În forma neobișnuită a lui Hydranoid, el merge pe patru picioare, are trei dinți purpurii care se ridică din maxilarul superior și un gât lung și o coadă lungă. De asemenea, are spini roz care se execută de la mijlocul gâtului până la capătul cozii, care seamănă oarecum cu coada unui stegozaur. În plus, are un corn roz mare pe nas și ochi roșii. De asemenea, are începutul lamei în centrul pieptului, deși nu se poate mișca încă. Pe măsură ce evoluează, câștigă încă un cap. Întregul său corp este compus dintr-o structură celulară foarte inteligentă și independentă. Coada lui poate fi o armă foarte periculoasă, împreună cu mușcăturile și explozii de putere.
- Delta Dragonoid II
- Preyas
- Tigrerra
- Skyress
- Gorem

Seria 2.          
- Mantris
- Terrorclaw
- Gargonoid
- Seige
- Tuskor
- Cycloid
- Manion
- Hynoid

Seria BakuPearl
- Hammer Gorem
- Preyas II
- Blade Tigrerra
- Storm Skyress
- Ravenoid
- Warius
- Limulus
- Wormaquake

Seria BakuClear
- Monarus
- Harpus
- Rattleoid
- Sirenoid
- Fortress
- Tentaclear
- El Condor
- Bee Striker putere 350G

Seria Bakuswap
- Frosch
- Wavern
- Oberus
- Exedra
- Apollonir
- Clayf
- Lars Lion
- Naga

Seria BakuNeon
- Neo Dragonoid
- Wilda
- Percival
- Brontes
- Nemus
- Midnight Percival
- Cosmic Ingram putere 500G
- Pyro Dragonoid

Seria BakuBronze
- Hades
- Dual Elfin
- Mega Nemus
- Helios
- Klawgor
- Leefram
- Scraper
- Shadown Vulcan

Seria BakuGlow
- Alpha Percival
- Spindle
- Mega Brontes
- Foxbat
- Fencer

Bakugani cu Atacuri Speciale
- Alpha Hydranoid
- Turbine Helios
- Vulcan
- Elfin
- Boost Ingram
- Vandarus
- Spin Dragonoid
- Spin Ravenoid
- Preyas 2

Bakugani Capcană
- Zoack
- Carlsnaut
- Pythantus
- Tripod Epsilon
- Scorpion
- Daartak
- Brachium
- Triad El Condor
- Dark Hound
- Baliton
- Dynamo
- Falcon Fly
- Fire Scorpion
- Triad Sphinx
- Grafias
- Hylash
- Hexados
- Hexstar
- Piercian
- Metalfencer
- Fortress
- Spitarm
- Spyder Fencer
- Tripod Theta
- Grakas Hound
- Zeon Hylash
- Flash Falcon Fly
- Legionoid

## Personaje

### Personaje principale
Daniel Dan Kuso
Dan este un băiat care a aflat despre Bakugan și devine frustrat ușor. El și Shun sunt foatre buni prieteni înca din copilărie și chiar acum în momente dificile Dan și Shun mai sunt prieteni apropiați. Cea mai mare ambiție a lui este să fie pe locul I ca jucător în univers.  Pyrus Dragonoid este protectorul Bakugan al lui Dan și are puterea de a-și distruge dușmanii cu ajutorul focului.
Runo Misaki
Runo este o adevărată fata căreia îi place să joace Bakugan cu oameni care au abilități ca să și le poată scoate în evidență. Nu prea știe să piardă și uneori ajunge să stea în calea echipei sale. Unul din lucrurile pe care le urăște cel mai mult este atunci când oamenii cred că sunt mai buni ca ea, doar pentru că este o fată. Ea își ajută părinții la afacerea de familie, iar când Alice vine s-o viziteze, ea ajută familia lui Runo cu restaurantul lor, ceea ce o face pe Runo să devină geloasă că băieții au venit doar s-o vadă. Haos Tigrerra este protectorul Bakugan al lui Runo care este extrem de ascultătoare la ea și puternică în luptă. În interiorul corpului ei se ascunde o lamă uriașă, care poate să taie orice substanță cunoscută de om.
Choji Marucho Marukuro
Marucho este un băiat extrem de bogat, care este generos și inteligent. El studiază strategia Bakugan și este mai înțelept decât ceilalți de vârsta lui. În luptă el îl ajută pe Dan să-și dea seama că Bakugan trebuie folosit cu minte. Aquas Preyas este protectorul Bakugan al lui Marucho și controlează toate elementele: foc, pământ, lumină, întuneric, apă și vânt. Preyas este singurul Bakugan care poate să-și schimbe atributul (asta până în sezonul 2).
Julie Makimoto
Julie este vioaie și energică . Julie și Runo o să devină cele mai bune prietene, iar Julie și-a schimbat foarte mult părerea față de Runo și Alice care sunt acum prietene nedespărțite. Julie și Runo sunt tot topite după Dan în continuare. Julie mai are un admirator pe Billy. Gorem este protectorul Bakugan al lui Julie. El este alcătuit din celule dure, care-l fac să fie un Bakugan incredibil de puternic. El este foarte ințelegător față de Julie și ceilalți Luptatori Bakugan.
Shun Kazami
Shun a creat regulile Bakugan, împreună cu Dan cel mai bun prieten al său și un inamic foatre puternic. Shun un maistru în artele ninja la fel ca bunicul său, mereu el era cu gândul la lupte Bakugan, dar bunicul său nu voia să mai lupte niciodată Bakugan, dar până la urmă el ințelege că ar trebui ca Shun să stea mai mult în preajma luptelor Bakugan și așa să mai învețe și să fie ninja. Este un băiat singuratic și tăcut, dar gata să-și ajute prietenii în orice moment. Ventus Skyress este protectorul Bakugan al lui Shun. Skyress are aripi gigantice, cozi lungi, cu țepi și pene tăioase ca niște lame.
Alis Gehabich
Alis cunoaște toate regulile Bakugan și știe totul despre toți Bakuganii, dar și despre Nucleul Infinitului și Nucleul Tăcerii.  Bunicul ei e Hal-G, unul dintre complicii lui Masquerade. Când Masquarade părăsește corpul lui Alis i-l lasă pe Alpha Hydranoid ei. Astfel, Hydranoid ajunge să lupte de partea binelui.
Masquerade
Masquerade este un luptǎtor mascat, folosit de Hal-G pentru a cuceri lumea.
Joe Brown
Joe este webmaster-ul Bakugan, fiind iubitul lui Chan Lee. La început Luptǎtorii Bakugan îl suspecteazǎ cǎ le-ar asculta discuțiile și i le-ar comunica lui Masquerade. Gardiana sa este Wavern, sora lui Naga.

### Personaje secundare
Billy Gilbert
Billy își face apariția în episodul 10, când o învinge pe Julie cu ajutorul lui Subterra Cycloid. Mai târziu, Julie își ia revanșa împreună cu Bakuganul ei: Subterra Gorem. În anime joacă cu următorii Bakugani: Cycloid, Wormaquake, Hynoid, Tuskor, Rattleoid și Centipoid, toți fiind din atributul Subterra. Reapare în episodul 15, ca marionetă a lui Masquerade, împreună cu Komba pentru a-i provoca pe Julie și Shun. Deși pierd, ei mai rămân marionetele lui Masquerade. Mai târziu, când Julie și Gorem urmau să fie trimiși în Dimensiunea Morții, Billy și-a revenit de sub influența lui Masquerade, când a căzut din geanta lui Julie jucăria pe care i-a dat-o când au fost mici. Cycloid a fost trimis de Masquerade în episodul 26 în Dimensiunea Morții și îi este returnat prin preajma episodului 32. Se întorce pentru a o ajuta pe Julie în lupta cu Tricloid, în episodul 47, formându-se între ei o foarte mare relație de prietenie.
Klaus Von Hertzon
Atributul lui este Aquos și Bakuganul lui este Aquos Sirenoid. În anime se luptă cu Sirenoid, Stinglash, un Haos El Condor. Iar după ce Preyas este trimis în Dimensiunea Morții, și-l însușește, însă îi este returnat în mijlocul luptei lui Marucho. După ce lupta s-a terminat, îi este dat înapoi lui Marucho.
Chan Lee
Prima dată apare când apare la petrecerea lui Masquerade și este controlată de Naga. În episodul 16, pierde în fața lui Dan. În episodul 20, se luptă împreună cu Julio și Klaus împotriva lui Dan, Runo și Marucho, însă pierde și nu mai este marioneta lui Naga. Gardianul ei este Pyrus Fortress. Mai folosește și un Manoin, un Centipoid și un Warius.
Komba O'Charlie
A fost una dintre marionetele lui Masquerade, începând să-l urască pe Shun Kazumi. S-a luptat de două ori cu Shun, însă a pierdut iar a doua oară și-a revenit. În episodul 20 îl tot enervează pe Shun dacă vrea să-i fie maestru. L-a ajutat pe Shun în episodul 50 să se lupte cu un hybrid, apoi urmând să fie ajutați amândoi de Julio Santana.
Julio Santana
Julio luptă cu atributul Haos și gardianul lui este haos Tentaclear. Julio este singurul care are un gardian Bakugan care nu poate vorbi.
Jenny & Jewles
Rikimaru
Ryo
Shuji, Nene & Akira
Christoper

### Gardienii Bakugani ai jucătorilor
Pyrus Dragonoid A.K.A. Drago
Drago vine din spațiul Pyrus și a devenit gardianul Bakugan al lui Dan. Prima dată apare în episodul Lupta începe. Este îndrăgosit de Wavern, sora lui Naga și gardiana Bakugan a lui Joe.
- Pyrus Delta Dragonoid - Prima versiune a lui Drago, cu armură, este Delta Dragonoid. Drago evoluează în Delta Dragonoid când Dan, Runo și Marucho se luptă cu Julio, klaus și Chan-Lee.

- Pyrus Ultimate Dragonoid

- Pyrus Infinity Dragonoid - Drago evoluează în Infinity Dragonoid când absoarbe Nucleul Infinitului.

- Pyrus Neo Dragonoid

- Pyrus Maxus Dragonoid

- Pyrus Cross Drago

- Maxus Cross Dragonoid

- Pyrus Helix Dragonoid

- Pyrus Lumino Dragonoid

- Colossus Dragonoid

- Pyrus Blitz Dragonoid

- Pyrus Titanium Dargonoid
- Pyrus Fusion Dragonoid

Haos Tigrerra A.K.A. Tigrerra
Tigrerra vine din spațiul Haos și a devenit gardiana Bakugan a lui Runo. În engleză și română Tigrerra este femelă, dar în japoneză este mascul.
- Haos Blade Tigrerra Tigrerra evoluează în Blade Tigrerra când Runo îl învinge pe Lars Lion.

Aquos Preyas
Preyas vine din spațiul Aquos și a devenit gardianul Bakugan al lui Marucho. Are o abilitate specială de a-și schimba atributul în Subterra sau Darkus.
- Aquos Preyas Angelo - Angelo provine din oul lui Preyas, care eclozează în momentul în care Marucho se duelează cu Frosch. Este un Bakugan-Dual care are posibilitatea de a-și schimba atributul din Aquos în Haos.

- Aquos Preyas Diablo - Diablo provine din oul lui Preyas, care eclozează în momentul în care Marucho se duelează cu Frosch. Este un Bakugan-Dual care are posibilitatea de a-și schimba atributul din Aquos în Pyrus.

Subterra Gorem
Gorem vine din spațiul Subterra și a devenit gardianul Bakugan al lui Julie.
- Subterra Hammer Gorem

Ventus Skyress
Vine din spațiul Ventus și a devenit gardiana Bakugan a lui Shun. Seamănă cu un phoenix.
- Storm Skyress

Darkus Hydranoid
Hydranoid vine din spațiul Darkus și a devenit gardianul Bakugan al lui Masquarade. Seamănă cu o hydră.
- Darkus Dual Hydranoid - Evoluează din Hydranoid. Poate lovi 2 Bakugani într-un singur tur, fie că se află pe carduri diferite sau nu.

- Darkus Alpha Hydranoid - Evoluează din Dual Hydranoid. După ce Masquerade părăsește corpul lui Alice, devine Bakuganul gardian al lui Alice.

Haos Wavern
Wavern este din spațiul Haos, dar a venit din Vestroia din Nucleul Infinitului pentru a putea deveni gardiana lui Joe. După cum și Drago o iubește, și Wavern îl iubește pe Drago.
Naga
Naga este principalul inamic în prima serie. Devine gardianul lui Hal-G care-l ajută să pună stăpânire pe Nucleul Tăcerii, însă nu și pe Nucleul Infinitului.
- Silent Naga - Naga evoluează în Silent Naga când absoarbe Nucleul Tăcerii. Este distrus de Neo Dragonoid.

Subterra Cycloid
Este gardianul lui Billy. Seamănă cu un ciclop.
Aquos Sirenoid
Este gardiana lui Klaus. Seamănă cu o sirenă.
Pyrus Fortress
Este gardianul lui Chan Lee. Seamănă cu Brahma.
Ventus Harpus
Este gardiana lui Komba. Seamănă cu o harpie.
Haos Tentaclear
Este gardianul lui Julio. Seamănă cu un ochi gigant zburător.
Darkus Reaper
A fost primul gardian al lui Masquerade, până să-l întâlnească pe Hydranoid. Dar, Masquerade n-a renunțat la Reaper și l-a dat luptătorilor Darkus pe care a pus stăpânire. Dar Ryo este ajutat de Dan și îl aruncă în Dimensiunea Morții în episodul Dan și Drago.
Aquos Juggernoid
Este gardianul lui Christopher. Seamănă cu o țestoasă.
Aquos Seige
Este gardianul lui Jenny, iar alt Aquas Seige este gardianul lui Rikimaru. Seamânâ cu un cavaler îmbrăcat într-o armură și cu o mantie.
Subterra Centipoid
Este gardianul lui Jewels. Poate să se mute pe oricare card dorește. Seamănă cu o centipoidă.
Darkus Mantris
Este gardiana lui Travis. Seamănă cu o călugăriță.
Ventus Ravenoid
Este gardianul lui Nene. Seamănă cu un cavaler cu aripi și coif de pasăre.
Darkus Fear Ripper
Este gardianul lui Shuji.

### Bakuganii Legendari
- Pyrus Apollonir este legendarul Bakugan Pyrus. Este liderul Bakuganilor legendari. În Noua Vestroia ajunge să lupte împreună cu Dan pentru a-l recupera pe Neo Dragonoid de la Spectra. Putere: 500 G.

- Haos Lars Lion este Bakuganul legendar din spațiul Haos. Seamănă cu un înger. Este moralul luptătorilor legendari. Putere: 500 G.

- Aquos Frosch este Bakuganul legendar din spațiul Aquos. Seamănă cu o broască uriașă. Este cel mai bătrân și cel mai tacticos Bakugan legendar. Putere: 500 G.

- Subterra Clayf este soldatul spațiului Subterra. Este cel mai puternic dintre cei șase Bakugani legendari. Putere: 500 G.

- Ventus Oberus este soldatul spațiului Ventus. Seamănă cu un fluture cu mai multe aripi. Putere: 500 G.

- Darkus Exedra este soldatul spațiului Darkus. Seamănă cu o hidră cu multe capete și cu o față pe piept. Putere: 500 G.

### Bakuganii malefici ai lui Naga
- Aquos/Ventus Taygen

- Ventus/Aquos Hairadee

- Subterra Tricloid

- Haos/Subterra Rabedeer

- Pyrus/Darkus Druman

- Darkus/Pyrus Centorrior

- Darkus 5th Paladin

- Drakus E-101 Beta MK1 (evolueaza in MK2)

### Gardieni Bakugan în Noua Vestroia

#### Rezistență
Pyrus Neo Dragonoid
Gardianul lui Dan.
- Cross Dragonoid
- Helix Dragonoid
- Maxus Dragonoid - Prin combinarea a 7 piese: Neo Dragonoid, Brachium, Dark Hound, Grafias, Spider Fencer, Spitarm, Grakas Hound

Trap Pyrus Scorpion
Capcana Bakugan a lui Dan.
Subterra Wilda
Gardianul lui Mira.
- Magma Wilda

Trap Subterra Baliton
Capcana Bakugan a lui Mira.
Darkus Percival
Gardianul lui Ace.
- Knight Percival

Trap Darkus Falcon Fly
Capcana Bakugan a lui Ace.
- Flash Falcon Fly

Haos Nemus
Gardianul lui Baron.
- Saint Nemus

Trap Haos Piercian
Capcana Bakugan a lui Baron.
Aquas Elfin
Gardiana lui Marucho. Poate să-și schimbe atributul în Ventus sau Darkus.
- Minx Elfin

Trap Aquas Tripod Epsilon
Capcana Bakugan a lui Marucho.
Ventus Ingram
Gardiana lui Shun.
- Master Ingram

Trap Ventus Hylash
Capcana Bakugan a lui Shun.

#### Vexos
Pyrus Viper Helios
Bakuganul lui Spectra.
- Pyrus Cyborg Helios
- Helios MK2
- Maxus Helios MK2 - prin combinarea altor 7 piese, Helios, Klawgor, Scraper, Spindle, Foxbat, Walform, Metalfencer

Trap Pyrus Metalfencer
Capcana Bakugan a lui Spectra.
Subterra Premo Vulcan
Bakuganul lui Gus.
- Rex Vulcan

Haos Alto Brontes
Bakuganul lui Gus.
Aquas Blast Elico
Bakuganul lui Gus.
Trap Subterra Hexados
Capcana Bakugan a lui Gus.
Darkus Hades
Bakuganul lui Shadow.
MAC Spider
Bakuganul lui Shadow.
Darkus/Haos Roudi
Bakuganul lui Shadow
Trap Darkus Fortress
Capcana Bakugan a lui Shadow.
Haos Brontes
Bakuganul lui Volt.
- Alto Brontes

Trap Haos Dynamo
Capcana Bakugan a lui Volt.
Aquos Elico
Bakuganul lui Mylene.
- Blast Elico

Macubass
Bakuganul lui Mylene.
Trap Aquas Tripod Theta
Capcana Bakugan a lui Mylene.
Ventus Altair
Bakuganul lui Lync.
Ventus Aluze
Bakuganul lui Lync.
Ventus Wired
Capcana Bakugan a lui Lync.
•Gardieni bakugan: Invadatorii Gundalieni
Luptatorii bakugan (aparatorii Neathiei)
Helix Dragonoid
Gardianul lui Dan. Echipament de lupta: Jetkor. Evolueaza in Lumino Dragonoid. Echipament de lupta: Bomba-n cruce. Evolueaza in Blitz Dragonoid. Echipament de lupta: echipament Axator. 
Descriere: 
Drago are ADN bakuganului antic. Corpul lui, slab, acum in forma umana, face atacurile aeriene mai rapide si letale. Flacarile puternice care îi ies pe gura lasa doar cenusa in urma.  
Ventus Hawktor
Gardianul lui Shun. Echipament de lupta: Swayther.
Descriere:
Hawktor este un bakugan respectabil, are un caracter justitiar. Rapid si agil, dezlantuie putere nemarginita in lupta aeriana. Vederea acestuia este foarte buna.
Aquos Akwimos
Gardianul lui Marucho. Echipament de lupta: Gigarth.
Descriere:
Cand vine vorba de lupte subacvatice, Akwimos nu poate fi invins. Poate crea atacuri devastatoare prin bile energetice de apa. Are abilitatea de a sparge carti de poarta datorita ghiarelor. Prietenii îl considera amuzant si ironic.
Darkus Linehalt
Gardianul lui Ren. Echipament de lupta: Boomix.
Descriere:
Ca si Ren, familia lui a fost sclava, tinuta prizionera, cei doi impartasind amintiri si dorinte feroce. Linehalt este un luptator tanar, exceptional, traind in intunericul de sub pamanturile gundaliene. Folosind o runa verde din palma lui poate absorbi si anula atacurile inamicilor. Se zice ca este ultimul detinator al "puterii interzise".
Pyrus Rubanoid
Bakuganul lui Ren(Sid il ofera). Echipament de lupta: Destrakon.
Descriere:
Armura de rubin il protejeaza pe Pubanoid in lupta. Arunca cu valuri de energie rosii din gura si ataca aruncand lame din flacari rapid si fara mila.
Haos Aranaut
Gardianul Fabiei. Echipament de lupta: Distrugator de lupta.
Descriere:
Aranaut este foarte loial Fabiei si Ordinului Cavalerilor Castelani, afirmand uneori ca isi va infrange adversarii in numele acestora. Corpul acestuia straluceste de la platina. Este antrenat in atacuri, aparari, lupte corp la corp si are reflexe. 
Subterra Coredem
Gardianul lui Jake. Echipament de lupta: Ciocan de piatra.
Descriere:
Coredem are un mod de aprare solid, ancorandu-se in pamant. Poate sparge cartea de poarta doar cu un pumn. Gaurile dimensionale din palmele lui absorb atacurile adversarilor. 
Ordinul celor doisprezece
Pyrus Krakix
Bakuganul lui Gill. Echipament de lupta: Vicer. 
Pyrus Rubanoid
Bakuganul lui Sid. Echipament de lupta: Destrakon. 
Descriere: 
Armura de rubin il protejeaza pe Pubanoid in lupta. Arunca cu valuri de energie rosii din gura si ataca aruncand lame din flacari rapid si fara mila.
Ventus Strikeflier
Bakuganul lui Airzel. Echipament de lupta: Turbina de lupta.
Ventus Plitheon
Bakuganul lui Jesse. Echipament de lupta: echipament Vilantor. 
Aqous Lythirus
Bakuganul lui Stoica. Echipament de lupta: Razoid.
Aqous Phosphos
Bakuganul lui Lena. Echipament de lupta: Terrorcrest.
Darkus Dharak
Bakuganul lui Barodius. Echipament de lupta: AirKor. Evolueaza in Phantom Dharak.
Darkus Linehalt
Gardianul lui Ren. Echipament de lupta: Boomix.
Descriere:
Ca si Ren, familia lui a fost sclava, tinuta prizionera, cei doi impartasind amintiri si dorinte feroce. Linehalt este un luptator tanar, exceptional, traind in intunericul de sub pamanturile gundaliene. Folosind o runa verde din palma lui poate absorbi si anula atacurile inamicilor. Se zice ca este ultimul detinator al "puterii interzise".
Haos Lumagrowl
Bakuganul Kazarinei. Echipament de lupta: echipament Barius.
Haos Contestir
Bakuganul lui Zenet. Echipament de lupta: Spartablaster.
Subterra Sabator
Bakuganul lui Nurzak. Echipament de lupta: Chompixx.
Subterra Avior
Bakuganul lui Mason. Echipament de lupta: Lashor.
•Luptatorii Bakugan: Intensificarea Mechtaniumului
Echipa Luptatorilor Bakugan
Titanium Dragonoid
Gardianul lui Dan. Bakunano: Sonicanon. Echipamente de asalt: Zoompha, Rapilator. Este unul din putinii bakugani cu capacitatea de a face bakugani mutanti, partenerii lui fiind Taylean si Infinity Spectra. Acesta si Dan creeaza mechtoganul Zenthon. Toti trei creeaza mechtoganul titan Zenthon Titan.
Descriere:
Întruchipând moștenirea si abilitatile de luptator Dragonoid, acesta este cel mai puternic dintre bakugani. Corpul, picioarele si aripile lui Titanium Dragonoid sunt combinate cu titanium, oferindu-i agilitate. Atacurile acestuia pot dezlantui explozii in toate directiile.
Ventus Taylean
Gardianul lui Shun. Echipament de lupta: Blasterate. Bakunano: Hammermor. Echipament de asalt: Zoompha. Este unul dintre putinii bakugani cu capacitatea de a face bakugani mutantii, partenerii lui fiind Titanium Dragonoid si Infinity Helios. Acesta si Shun creeaza mechtoganul Silent Strike. Toti trei creeaza mechtoganul titan Faser Titan.
Descriere:
Taylean este un luptator impresionant, experimentat in multe tehnici ninja. Viteza si agilitatea atacurilor acestuia combinanta cu puterea imensa a armurii lui îi aduc de-a lungul luptelor multe viictorii. Armele pe care Taylean le arepe brate se transforma in lame de metal in lupta. Bakugan isi ia energia din aerul din jurul lui, folosind-o sa trimita explozii devastatoare.devastatoare.
Aquos Infinity Trister
Gardianul lui Marucho. Bakunano: Crosstriker. Acesta si Marucho creeaza mechtoganul Accelerak.
Descriere:
Agil si fluid in miscarile lui, Tristar combina viteza cu misterul capacitatii lui de a-si induce oponentii in eroare. Puterile unice ale acestuia ofera un scut de aparare ce reduce puterea adversarilor in lupta. 
Infinity Helios
Gardianul lui Spectra. A evoluat din Helios MK2, bakugan aparut in Luptatorii Bakugan: Noua Vestroia. Și-a schimbat atributul din Pyrus in Darkus in procesul de evolutie. Este unul din putinii bakugani cu capacitatea de a face balugani mutanti, partenerii lui fiind Taylean si Titanium Dragonoid. Bakunano: Bombaplode. Echipament de lupta: Doomtronic. Acesta si Spectra Phantom creeaza impreuna Mechtoganul Slynix. 
Descriere: 
Evoluând din Helios MK2, Infinity Helios este in luptator legendar. Sulitele de metal de pe brate, umeri, picioare si de pe spate îi ofera o silueta de temut, fiind practice atat in atac, cat si in aparare. 
Haos Wolfurio
Gardianul lui Rafe. Bakunano: Lanzato. Echipament de asalt: Cannonfury. Acesta si Rafe creeaza mechtoganul Swift Sweep.
Descriere:
Precum un cavaler, puternic si viteaz, Wolfurio lupta cu furie, prinzând multi adversari nepregatiti. Armura de metal  îi protejeaza corpul, dar asigurând o miscare usoara. Wolfurio are abilitatea de a-si vindeca ranile din lupta si de a-si crește in acelasi timp puterea atacurilor.
Subterra Boulderon
Gardianul lui Page. Echipament de lupta: Blasterate. Bakunano: Slingpike. Acesta si Page creeaza mechtoganul Vexfist.
Echipa Sellon
Membrii: Sellon,Chris, Soon
Bakugani folositi:
Ventus Spyron - folosit doar de Sellon, liderul echipei numite dupa ea. Bakunano: Daftorix.
Haos Krowll - bakunano: Slicerix.
Subterra Vertexx - bakunano: Orehammer.
Mechtogani folositi:
Ventus Braxion
Haos Miserak
Subterra Rockfist
Echipa Aubias
Membrii: Anubias, Ben, Robin, Noah, Jack Punt
Bakugani folositi:
Darkus Horridian - bakunano: Aeroblaze
Aquos Krakenoid - bakunano: Gem sabre
Pyrus Bolcanon - bakunano: Hyper Pulsor
Mechtogani folositi:
Aquos Venexus
Aquos Venexus Titan - mechtogan titan
Pyrus Deezall
Darkus Smasheon